# توکوگاوا ایه‌شیگه
توکوگاوا ایه‌شیگه (به ژاپنی: 徳川 家重Tokugawa Ieshige)؛( ۲۸ ژانویهٔ ۱۷۱۲ – ۱۳ ژوئیهٔ ۱۷۶۱) نهمین شوگون از شوگون‌سالاری توکوگاوا بود.